# Mycteroptidae
Mycteroptidae — родина ракоскорпіонів, що існувала з пізнього ордовіка до пізнього пермського періоду.

## Опис
Це були ракоскорпіони досить великих розмірів. На тілі знаходились численні лусочки та сітчастий візерунок. Перший та другий тергіти були добре розвинені та великі. 

## Класифікація
- Mycteroptidae Cope, 1886

- Megarachne Hünicken, 1980
-  Mycterops  Cope, 1886
- Woodwardopterus Kjellesvig-Waering, 1959